# Angela Ghayour
Angela Ghayour (Herat, 1984?) é uma professora afegã, ativista educacional e fundadora da Herat School – uma escola online sem fins lucrativos que educa mulheres e meninas afegãs. Com sede no Reino Unido, os seus serviços de educação online centram-se no ensino e aconselhamento de mulheres e meninas do Afeganistão, após a proibição da escolas para elas pelo Talibã. Em 2021, ela foi premiada pela BBC como uma das 100 mulheres mais inspiradoras do mundo.

## Biografia
Angela Ghayour tinha apenas oito anos quando eclodiu a guerra civil afegã de 1992 e sua família fugiu de sua cidade natal, Herat, para o Irã como refugiada. No Irã, ela não conseguiu matricular-se na escola durante cinco anos devido ao visto temporário de sua família. Ela começou a estudar apenas aos 13 anos, depois que seu pai conseguiu os documentos necessários. Todos os dias, depois de regressar da escola, Angela reunia outras 14 crianças afegãs que não eram elegíveis para se matricularem na escola no jardim do seu pai e ensinava-lhes escrita, matemática e outras matérias.
Sua família regressou ao Afeganistão após a retirada do poder dos Talibã, onde Angela Ghayour formou-se como professora do ensino secundário antes de se mudar para a Holanda, em 2018, e mais tarde para o Reino Unido. Após a nova retomada do poder pelos Talibã e a proibição de escolas para mulheres e meninas, Angela criou a escola online Herat, onde meninas afegãs estudam secretamente em suas casas. Após um aumento no número de matrículas na escola, Angela Ghayour postou uma mensagem no Instagram solicitando que professores voluntários se juntassem à escola e mais de 700 pessoas em todo o mundo responderam e aderiram como professores voluntários. Os voluntários incluem cerca de 80 psicólogos que aconselham os alunos.
Angela Ghayour relatou receber, quase diariamente, ameaças de morte do Talibã a ela e a seus apoiadores por oferecer serviços de educação online a mulheres e meninas proibidas por lei de frequentar a escola. Eles a ameaçam dizendo que podem encontrar pessoas talibãs no Reino Unido e que elas a encontrariam e a matariam.